# Cornélie van Oosterzee

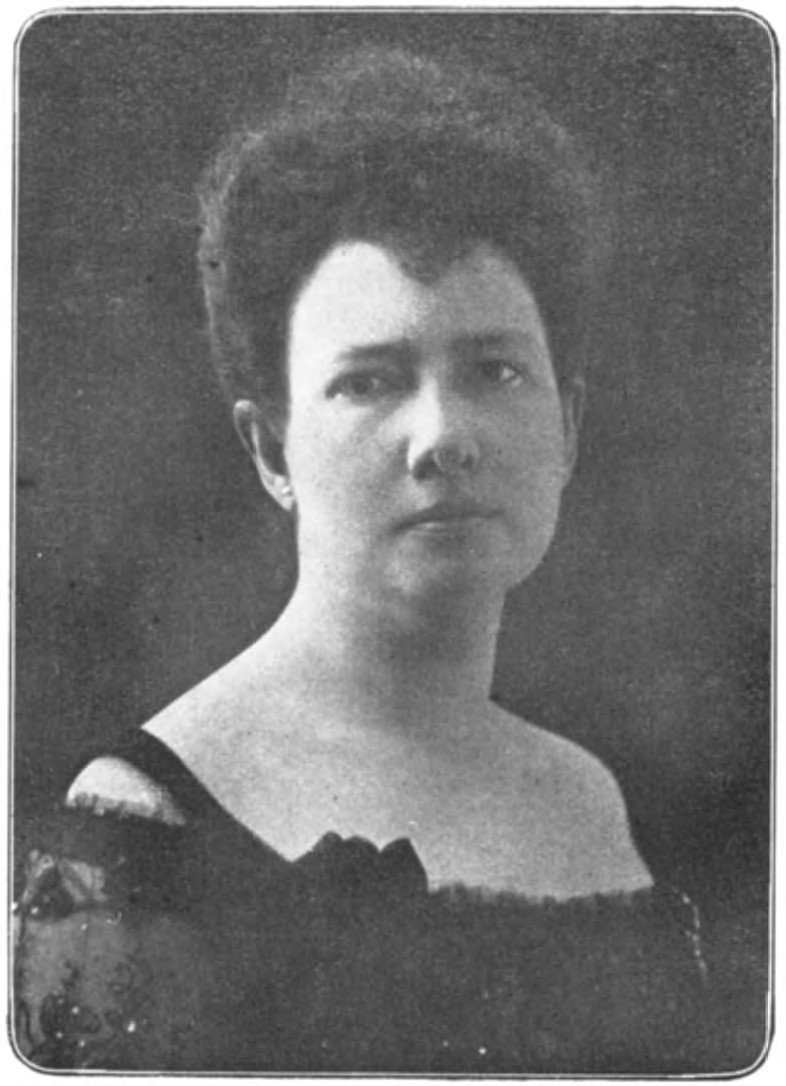
Cornélie van Oosterzee (Quelle: Onze Musici. Portretten en Biografieën 1911)

Cornélie van Oosterzee (* 16. August 1863 in Batavia (heute Jakarta)/Indonesien; † 12. August 1943 in Berlin) war eine niederländische Pianistin, Dirigentin und Komponistin. In Berlin war sie auch Musikkorrespondentin, u. a. für die niederländische Zeitung Algemeen Handelsblad.

## Leben
Cornélie van Oosterzee wurde in Batavia (heute Jakarta) geboren, da ihr Vater dort in einer Handelskompanie tätig war. Batavia war von 1619 bis 1799 das Hauptquartier der Niederländischen Ostindien-Kompanie in Asien und bis zur Unabhängigkeit Indonesiens in den 1940er Jahren die Hauptstadt Niederländisch-Indiens. Cornélie van Oosterzee war die jüngste Tochter von Pieter Cornelis van Oosterzee (1819–1882), Präsident der Factorij der Nederlandsche Handel-Maatschappij, und Carolina Johanna Theophanie Bernardina Sollewijn (1823–1887). Sie hatte drei Schwestern und drei Brüder, darunter den Vizepräsidenten Louis van Oosterzee (1859–1918). Der Theologe Johannes Jacobus van Oosterzee (1817–1882) war ihr Onkel.
Als Cornélie van Oosterzee fünf Jahre alt war, zog die Familie von Batavia nach Den Haag. Mit 16 Jahren erhielt sie Klavierunterricht bei Carel Wirtz und studierte Musiktheorie bei Willem Nicolaï, einem Lehrer an der Königlichen Musikschule in Den Haag. Als die Familie 1883 wieder nach Niederländisch-Ostindien ging, musste sie ihr Studium abbrechen. Als sie Clara Schumann um Rat bezüglich ihres Klavierstudiums bat, wurde ihr von einer Karriere als Konzertpianistin abgeraten, da sie bereits Anfang zwanzig war. Ostindien bot ihr auf musikkultureller Ebene keine Entfaltung und keine Ausbildungsmöglichkeiten. Als sie nach dem Tod ihrer Mutter 1888 in die Niederlande zurückkehrte, nahm sie den Unterricht bei Nicolaï wieder auf, ging aber bald darauf auf Anraten ihrer Freunde Julius Röntgen und Johannes Masschaert nach Berlin.
In Berlin studierte Cornélie van Oosterzee zwei Jahre am Stern’schen Konservatorium und wurde 1892 als einzige Studentin an Heinrich Urbans Meisterschule für Orchestrierung zugelassen.
In Berlin schrieb Cornélie van Oosterzee vor allem Orchesterwerke. Obwohl sie bis an ihr Lebensende dort blieb, wurde sie in den Niederlanden gefeiert: 1897 wurde sie zum Ritter des Ordens von Oranje-Nassau ernannt. Am 31. August 1898 dirigierte sie das Concertgebouw-Orchester bei der Eröffnung der Nationalen Tentoonstelling van Vrouwenarbeid (Nationale Ausstellung für Frauenarbeit) in Den Haag mit einer von ihr komponierten Eröffnungskantate, Solisten waren Alltje Noordewier-Reddingius und Anna Strock-Kappel.
Ihre Musik wurde zunächst regelmäßig aufgeführt, so z. B. in Deutschland von den führenden Dirigenten Arthur Nikisch und Gustav Kogel und von Hollands führendem Orchester, dem Concertgebouw-Orchester.
Über ihre letzten 25 Lebensjahre ist relativ wenig bekannt. Sie blieb unverheiratet und kinderlos und lebte gegen Ende ihres Lebens bei ihrer Schwester Carolina Henriëtte Paulina in der Aschaffenburger Straße in Berlin-Wilmersdorf. Sie arbeitete u. a. als Musikkorrespondentin für das Algemeen Handelsblad. In einem undatierten Zeitungsbericht wird erwähnt, dass sie „für ihre aufopferungsvolle Arbeit für die deutschen Bedürftigen“ mit der Ehrenmedaille des Deutschen Roten Kreuzes ausgezeichnet wurde. Einige ihrer Lieder und Chorwerke wurden noch gelegentlich gesungen. Am Ende ihres Lebens gerieten ihre größeren Werke in Vergessenheit.
Sie starb 1943, kurz vor ihrem 80. Geburtstag, in Berlin. Das Algemeen Handelsblad schrieb anlässlich ihres Todes, dass ihre Werke allmählich aus den Konzertprogrammen verschwunden seien. Ein Großteil ihrer Musik ging verloren, möglicherweise einige Zeit nach ihrem Tod in den Zerstörungen der Schlacht um Berlin im Jahr 1945.

## Werk
Cornélie van Oosterzee komponierte in einem spätromantischen Stil, in dem Anklänge an Wagner und Strauss zu finden sind. Sie schrieb Lieder, Chorwerke, Klaviermusik, Kammermusik, Orchesterwerke sowie ein Musikdrama. Ihre Lieder sind u. a. von Schumann und Brahms inspiriert. In den Sechs leichten Klavierstücken op. 55, die ein Malaiisches Wiegenliedchen und einen Javanischen Tanz enthalten, ist ihre Zeit in Indonesien musikalisch festgehalten.
Ein Großteil der Klaviermusik, Lieder und Chorwerke wurde u. a. von den Musikverlagen A.A. Noske (Middelburg) und Breitkopf & Härtel (Leipzig) veröffentlicht. Die meisten der größeren Werke sind verloren gegangen. Die Datierung der unten aufgeführten Werke lässt sich nicht bei allen nachvollziehen.
Es existiert zurzeit kein vollständiges und wissenschaftlich herausgegebenes Werkverzeichnis.

## Kompositionen (Auswahl)
Vokalmusik und Lieder
- Drei Lieder op. 3
- Tannhäuser-Lied op. 7 (1892)
- Te Bethlehem für gemischten Chor op. 14 (1895)
- Ausstellungs-Kantate (Tent oontelling V. Vrouwenarbeid te ’s Hage 1898)
- Zwei Gesänge op. 11
- Vier Gesänge op. 12
- Zwei Gesänge op. 19
- Zwei Stimmungsgedichte op. 21 (Noske/Middelburg 1901)
- Drei Liebeslieder für eine Singstimme und Klavier op. 22 (1901)
- Vieux Airs de la Marquise op. 25
- Chansons sentimentales op. 54 (1905)
- Zwei Lieder op. 59 (Noske/Middelburg 1905)
- Norwegisches Lied (abgedruckt in: Musik für alle Jg. 2, Nr. 16, Berlin, Ullstein, 1906)[4]

Bühnenwerke
- Das Gelöbnis (Musikdrama in zwei Akten und vier Szenen, Libretto von Gertrud Klett und Luise von Wittich nach der gleichnamigen Novelle von Richard Voß, 1910) (1910)

Orchesterwerke
- Jolanthe, Ouvertüre (1893–1894)
- Nordische Fantasie für Orchester (um 1895)
- Königs-Idyllen, vier sinfonische Gedichte nach Tennyson (1896–1897)
- Sinfonie in f-Moll (1899–1900)

Kammermusik
- Streichquartett (1889)
- Klavierquintett in cis-Moll (1890)
- Zwei Phantasiestücke für Violine, Violoncello, Klavier op. 18 (Erstdruck: Middelburg: Noske, ca. 1910)

Klavierstücke
- Fête costumée, Drei Fantasien für Klavier op. 15 (Noeske/Middelburg 1899)
- Klaviersonate Italia (1903)
- Sechs leichte Klavierstücke (für Klavier vierhändig) op. 55 (1905)
- Carnaval, Drei Fantasien für Klavier op. 58 (Noeske/Middelburg 1905)
- Quatre Petites valses capricieuses für Klavier, gewidmet Teresa Carreño, op. 23 (Middelburg: Noeske, 1905 / Klein-Winternheim: Certosa Verlag, [2014], herausgegeben von Claudia Meinardus-Brehm, ISMN: 979-0-50224-331-9)